# Invece no (Laura Pausini)
Invece no è un brano musicale della cantante italiana Laura Pausini. È il primo singolo che anticipa l'uscita dell'album Primavera in anticipo del 2008, trasmesso in radio dal 24 ottobre.

## Il brano
Laura Pausini ha dichiarato che il brano è ispirato e dedicato alla morte della nonna Teresa (detta anche Norma). In particolare, il brano racconta il sentimento di tutte le persone che soffrono per non essere riuscite a dire tutto ciò che avrebbero voluto ad un proprio caro scomparso.
Il brano inizia con un'intro al pianoforte continuando con un sound più rockeggiante.
Il brano è un inedito realizzato da Laura Pausini e Niccolò Agliardi; la musica è realizzata da Laura Pausini e Paolo Carta chitarrista della cantante; l'adattamento spagnolo è di Ignacio Ballesteros.
La canzone viene tradotta in lingua spagnola con il titolo En cambio no, inserita nell'album Primavera anticipada ed estratta come 1° singolo in Spagna e in America Latina il 14 ottobre.
La canzone viene inoltre tradotta in lingua portoghese da Laura Pausini e Carolina Leal con il titolo Agora não ed è disponibile solo acquistando l'album Primavera in anticipo da iTunes.
I 2 brani vengono trasmessi in radio; vengono realizzati i due videoclip.

## Il video
Il video (in lingua italiana e in lingua spagnola) è stato diretto dal regista Alessandro D'Alatri e girato a Los Angeles, sul molo di Santa Monica ed in un centro ricreativo di West Hills. Due giorni di riprese hanno impiegato una troupe di circa 60 persone al giorno, oltre a 30 comparse per realizzare il video nelle 2 versioni.
È stato trasmesso sul web dal 22 ottobre 2008.
- Casa di produzione: Buddy Film
- Produttore: Alessio Gramazio
- Regia e sceneggiatura: Alessandro D'Alatri
- Direttore della fotografia: David Lanzenberg
- Scenografia: Philip Godwin
- Montaggio: Consuelo Catucci
- Luoghi: Santa Monica Pier, West Hills
- Data delle riprese: 25/26 agosto 2008

I due videoclip di Invece no e En cambio no vengono inseriti nell'album Primavera in anticipo Platinum Edition. È presente inoltre il Making of the video.
Il video spagnolo raggiunge, nel 2023, le 210 milioni di visualizzazioni.

## Tracce
CDS - Promo 16668 Warner Music Europa (2008)
1. Invece no

CDS - Promo 750987327726 Warner Music Messico (2008)
1. En cambio no

CDS - Promo PRCD 2120 Warner Music Argentina (2008)
1. En cambio no

CDS - 5051865353522 Warner Music Italia (2009)
1. Primavera in anticipo (It Is My Song) (con James Blunt)
2. Primavera in anticipo
3. Invece no

Download digitale
1. Invece no
2. En cambio no
3. Agora não (Portuguese Version)

## Formazione
- Laura Pausini: voce, cori
- Paolo Carta: chitarra, programmazione
- Luca Scarpa: pianoforte, organo Hammond
- Cesare Chiodo: basso
- Curtq Bisquera: batteria, percussioni
- Stefano De Maco: cori
- Emanuela Cortesi: cori
- Roberta Granà: cori

## Pubblicazioni
Invece no viene inserita in una versione rimasterizzata nell'album 20 - The Greatest Hits del 2013; nella compilation Radio Italia Story del 2013; in versione Live negli album Laura Live World Tour 09 del 2009 (audio e video), Inedito - Special Edition/Inédito - Special Edition del 2012 (video) e Fatti sentire ancora/Hazte sentir más del 2018 (video).
En cambio no viene inserita in una versione rimasterizzata nell'album 20 - Grandes Exitos del 2013; in versione Live nell'album Laura Live Gira Mundial 09 del 2009 (audio e video); nell'album compilation del 2014 Grandes canciones de telenovela.
Invece no viene inserita nella compilation tripla Radio Italia Story, pubblicata da Radio Italia il 16 aprile 2013
, e nella doppia compilation “LOVE 2016”, realizzata sempre da Radio Italia nel 2016.

## Riconoscimenti e nomination
Nel 2009 En cambio no ottiene una nomination ai Latin Grammy Award nella categoria Miglior registrazione dell'anno.
Il 23 marzo 2010 con il brano En cambio no Laura Pausini si aggiudica l'ASCAP Latin Music Awards nella categoria Miglior brano Pop.

## Classifiche
Posizioni massime
| Classifica (2008-09)    | Posizione |
| ----------------------- | --------- |
| Cile                    | 11        |
| Europa                  | 36        |
| Italia                  | 2         |
| Honduras                | 2         |
| Panama                  | 2         |
| Spagna                  | 47        |
| Stati Uniti (latin)     | 28        |
| Stati Uniti (latin pop) | 9         |
| Stati Uniti (tropical)  | 40        |
| Svizzera                | 52        |

### Classifiche di fine anno
| Classifica (2008) | Posizione |
| ----------------- | --------- |
| Italia            | 20        |

## Colonna sonora
Nel 2008 En cambio no viene utilizzato come colonna sonora della serie televisiva messicana En nombre del amor; nel 2008 Invece no viene utilizzato come colonna sonora della telenovela brasiliana Caras & Bocas; nel 2008 come colonna sonora della seconda stagione della serie televisiva spagnola Fisica o chimica; nel 2014 come colonna sonora di una puntata della seconda stagione della serie televisiva di Rai 1 Braccialetti rossi.

## Cover
Nel 2015 il cantante messicano Samo del gruppo Camila realizza una cover dal vivo di En cambio no inserendola nell'album Me quito el sombrero (en vivo desde Guanajuato).
L'9 novembre 2023 il cantante messicano LP Norteño, con Los Dos Carnales pubblica una cover di En cambio no.